# Centro Comercial Nuevo Centro
Nuevo Centro es un centro comercial de Valencia, España. Se situó en el extrarradio de la ciudad, en la zona norte, en el barrio de Campanar, pero dado el crecimiento que ha experimentado la misma en los últimos años, ha pasado a quedar integrado en el corazón de Valencia. 

## Historia
Nuevo Centro se levanta en los terrenos del antiguo Patronato de la Juventud Obrera. Es el centro comercial por excelencia de la ciudad de Valencia. Se inauguró el 18 de noviembre de 1982, convirtiéndose en el segundo centro comercial que se abría en España, el primero urbano. 
El nombre se debe a la creación de un nuevo núcleo comercial en Valencia distinto al ya existente en el centro de la ciudad.
Fue el primer centro que contó como locomotora con un gran almacén (El Corte Inglés), en lugar de un hipermercado.
Fue calificado como “la gran obra valenciana” creada en gran parte por la propia iniciativa privada valenciana que constituyeron bajo la firma PLURFIN, S.A. la promotora del centro comercial, siendo su presidente D. Juan Lladró, al que Nuevo Centro dedicó la plaza exterior del centro comercial.
En el año 1996 se realizó una profunda reforma dotando a Nuevo Centro de un diseño más moderno y funcional. 
Logotipo
Con motivo del 20º aniversario, en el año 2002 se rediseñó el logotipo y, en 2007, en el 25º aniversario, se reformó toda la fachada exterior dotándola de un aire más moderno.